# 윌 잴러토리스
윌 잴러토리스(영어: Will Zalatoris, 1996년 8월 16일 ~ )는 미국의 프로 골프 선수이다.